# Войнишки гробищен паметник (Трън)
Войнишкият гробищен паметник в Трън е издигнат в чест на загиналите в Балканската, Междусъюзническата и Първата световна войни.
На това място са погребани костите на 2 офицери, 14 подофицери и 84 редници. Паметникът е изграден от гранит и е с формата на кръст. Построен е от Министерство на войната по проект на арх. Стефан Василев. На него са поставени възпоменателни надписи, венец и орден за храброст.